# Гомстед-Бейс (Флорида)
Гомстед-Бейс (англ. Homestead Base) — переписна місцевість (CDP) в США, в окрузі Маямі-Дейд штату Флорида. Населення — 999 осіб (2020).

## Географія
Гомстед-Бейс розташований за координатами 25°29′36″ пн. ш. 80°23′25″ зх. д. / 25.49333° пн. ш. 80.39028° зх. д. (25.493280, -80.390220).  За даними Бюро перепису населення США в 2010 році переписна місцевість мала площу 11,26 км², з яких 10,97 км² — суходіл та 0,28 км² — водойми.

## Демографія
Згідно з переписом 2010 року, у переписній місцевості мешкали 964 особи в 48 домогосподарствах у складі 39 родин. Густота населення становила 86 осіб/км².  Було 57 помешкань (5/км²).
Расовий склад населення:
| - 55,4 % — чорних або афроамериканців - 40,6 % — білих - 0,4 % — вихідців з тихоокеанських островів - 0,3 % — корінних американців - 0,2 % — азіатів - 2,7 % — осіб інших рас |

До двох чи більше рас належало 0,4 %. Частка іспаномовних становила 33,7 % від усіх жителів.
За віковим діапазоном населення розподілялося таким чином: 37,0 % — особи молодші 18 років, 60,9 % — особи у віці 18—64 років, 2,1 % — особи у віці 65 років та старші. Медіана віку мешканця становила 19,7 року. На 100 осіб жіночої статі у переписній місцевості припадало 106,4 чоловіків;  на 100 жінок у віці від 18 років та старших — 121,5 чоловіків також старших 18 років.
Середній дохід на одне домашнє господарство  становив 11 758 доларів США (медіана — 11 533), а середній дохід на одну сім'ю — 11 758 доларів (медіана — 11 533). За межею бідності перебувало 98,6 % осіб, у тому числі 100,0 % дітей у віці до 18 років та 100,0 % осіб у віці 65 років та старших.
Цивільне працевлаштоване населення становило 130 осіб. Основні галузі зайнятості: мистецтво, розваги та відпочинок — 30,8 %, науковці, спеціалісти, менеджери — 20,0 %, роздрібна торгівля — 12,3 %, транспорт — 11,5 %.